# Adem Zorgane
Adem Zorgane (Sétif, 6 de enero de 2000) es un futbolista argelino que juega de centrocampista en el Union Saint-Gilloise de la Primera División de Bélgica. Es internacional con la selección de fútbol de Argelia.
Es hijo del exfutbolista Malik Zorgane.

## Selección nacional
Zorgane es internacional con la selección de fútbol de Argelia con la que debutó el 2 de septiembre de 2021, en un partido de clasificación para la Copa Mundial de Fútbol de 2022 frente a la selección de fútbol de Yibuti que terminó con victoria de Argelia por 8-0.

## Clubes
| Club                  | País    | Año       |
| --------------------- | ------- | --------- |
| Paradou AC            | Argelia | 2018-2021 |
| Royal Charleroi S. C. | Bélgica | 2021-2025 |
| Union Saint-Gilloise  | Bélgica | 2025-act. |